# Flanger
El flanger es un efecto de sonido que produce un característico sonido metalizado oscilante, sobre todo en frecuencias medias y altas. El efecto flanger se obtiene duplicando la onda sonora original; una de las ondas se mantiene limpia de procesado, mientras que a la segunda se le aplica un delay (retraso) menor de 5 milisegundos, con lo que se crea un efecto de comb filter (filtro de peine), que actúa respetando los armónicos.
El efecto flanger tiene sus orígenes en las grabaciones magnetofónicas en cinta de bobina abierta. Consiste en mezclar la señal original con una copia retardada en el tiempo, con la particularidad de que el retardo es muy breve pero varía de forma periódica.
Los controles habituales en los módulos de procesado flanger son los siguientes:
- Retraso: es el umbral máximo de desfase de la onda duplicada respecto a la original, se suele expresar en milisegundos.
- Frecuencia: es la frecuencia de oscilación del desfase de la onda duplicada.
- Profundidad: es la cantidad de onda original que se mezcla con la duplicada.

Los módulos de procesado flanger pueden ser tanto analógicos como digitales, además de utilizarse software a tal efecto. 